# 多尔莱河
多尔莱河（法語：Dorlay，法語發音：[dɔʁlɛ]）是法国奧弗涅-羅訥-阿爾卑斯大區卢瓦尔省的河流，是日耶河的支流，长15.6千米。